# Шосе Карналі H13
Шосе Карналі (неп. कर्णाली राजमार्ग, також відоме як H13) — це шосе, яке є життєво важливим транспортним сполученням між двома регіонами Непалу. Це шосе з'єднує міста Джумла зі столицею Карналі Бірендранагаром і рештою району Сурхет. Провінція Карналі є найбільшою, найвіддаленішою та найменш розвиненою провінцією Непалу. З її 232 км довжини 17 км були покриті чорним покриттям у 2010 році, раніше незавершена подорож по шосе була показана в документальному фільмі The Karnali Express: Bumping on for 52 Hours. Через сильні мусонні дощі в 2010 році шосе Карналі було закрито через зсуви ґрунту. Також від важких мусонних дощів, були знищені посіви, а 1/3 всієї країни була недоступною для їзди, окрім як пішки. Нарешті його знову відкрили 3 жовтня, через три місяці, але лише після смертей від голоду.